# わらび手文

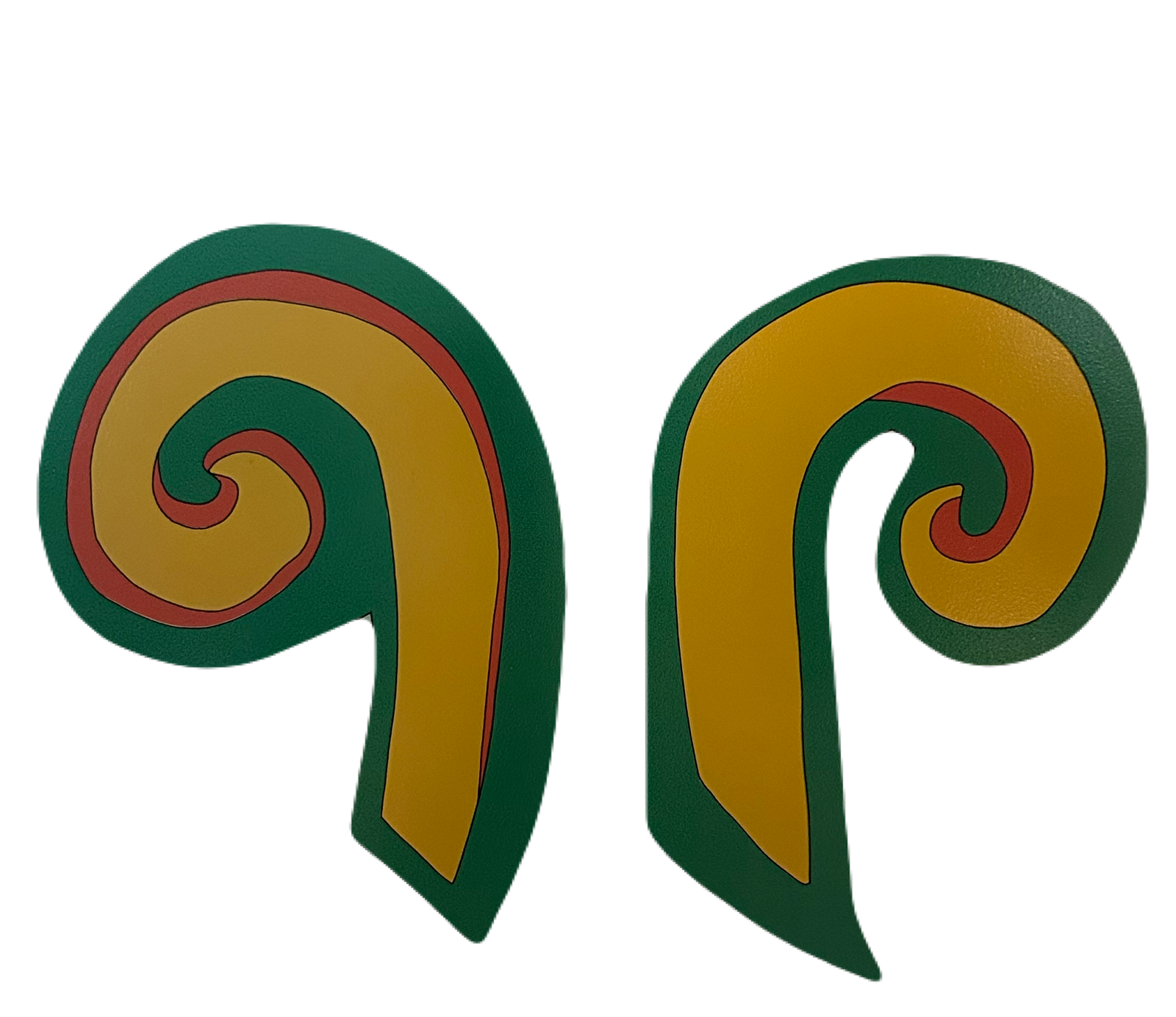
わらび手文(王塚古墳で撮影)

わらび手文（蕨手文、わらびでもん）とは、古代日本の装飾などにおいて見られる文様の一種である。

## 概説
先端が巻き上がった形状が蕨(ワラビ)に似ていることから、この名が後世に名付けられた。ただし、当時の人々がこの文様を植物文様として認識していたかどうかは定かではない。
右巻きと左巻きを背中合わせに並べて用いられている事が多いが、一個の図形を単独で用いる事もある。一種のまじないの図文であると考えられている。
弥生時代前期には既に、彩文や浮文の例があり、銅鐸や平形銅剣の文様にも登場する。古墳時代には主に九州の装飾古墳の壁画などに頻繁に利用されており、王塚古墳ほか、計7基の古墳に描かれているほか、関東で出土した人物埴輪の彩色にも施されている物がある。
古代日本において、とりわけ好まれた文様の一つである。